# Gourlizon
Gourlizon é uma comuna francesa na região administrativa da Bretanha, no departamento Finisterra. Estende-se por uma área de 9,91 km². Em 2010 a comuna tinha 916 habitantes (densidade: 92,4 hab./km²).